# Granja de Torrehermosa
Granja de Torrehermosa è un comune spagnolo di 2 492 abitanti situato nella comunità autonoma dell'Estremadura.